# Phaeostagonospora nolinae
Phaeostagonospora nolinae är en svampart som beskrevs av A.W. Ramaley 1997. Phaeostagonospora nolinae ingår i släktet Phaeostagonospora, ordningen Pleosporales, klassen Dothideomycetes, divisionen sporsäcksvampar och riket svampar.   Inga underarter finns listade i Catalogue of Life.